# سوتا هاماغوتشي
سوتا هاماغوتشي (باليابانية: 濱口 草太) (مواليد 22 مايو 1999) هو لاعب كرة قدم ياباني.

## وصلات خارجية
- سوتا هاماغوتشي على موقع رابطة كرة القدم اليابانية للمحترفين (اليابانية)
- سوتا هاماغوتشي على موقع قاعدة بيانات كرة القدم.إي يو (الإنجليزية)
- سوتا هاماغوتشي على موقع Soccerway.com (الإنجليزية)
- سوتا هاماغوتشي على موقع عالم كرة القدم.نت (الإنجليزية)